# Lovasberény
Lovasberény is een plaats (község) en gemeente in het Hongaarse comitaat Fejér. Lovasberény telt 2774 inwoners (2007).